# Dordoj Biszkek
Dordoj Biszkek (kirg. Футбол клубу «Дордой» Бишкек) – kirgiski klub piłkarski, mający siedzibę w stolicy kraju, mieście  Biszkek.

## Historia
Chronologia nazw:
- 1997: Dordoj Naryn (ros. «Дордой» Нарын)
- 1998: Dordoj-Żasztyk-SKIF Naryn (ros. «Дордой-Жаштык-СКИФ» Нарын)
- 1999: Dordoj Naryn (ros. «Дордой» Нарын)
- 2004: Dordoj-Dinamo Naryn (ros. «Дордой-Динамо» Нарын)
- 2010: Dordoj Biszkek (ros. «Дордой» Бишкек)

Piłkarski klub Dordoj został założony w miejscowości Naryn w 1997 roku przez przedsiębiorcę Askara Sałymbekowa. Do pierwszego zespołu zostały zaproszone graczy juniorskiego klubu Semetej Biszkek. W 1997 debiutował w Pierwszej Lidze Kirgistanu, w której zajął 8.miejsce. W 1998 połączył się z klubem Instytutu Kultury Fizycznej i pod nazwą Dordoj-Żasztyk-SKIF Naryn zakończył rozgrywki Pierwszej Ligi na trzeciej pozycji. Tak jak mistrz i wicemistrz zrezygnowali z meczów play-off o awans to klub z Naryna walczył w barażach zdobywając promocję. W 1999 wrócił do nazwy Dordoj Naryn i debiutował w Wyższej Lidze. W 1999 zespół również startował w rozgrywkach Pucharu Kirgistanu. W 2001 klub osiągnął pierwszy sukces zdobywając brązowe medale mistrzostw. W 2002 i 2003 powtórzył ten sukces. W 2004 zmienił nazwę na Dordoj-Dinamo Naryn i po zaproszeniu nowego trenera oraz piłkarzy po raz pierwszy w swojej historii został mistrzem oraz zwycięzcą Pucharu Kirgistanu. W 2005 debiutował w pucharach azjatyckich.
1 stycznia 2010 zmienił lokalizację na stolicę kraju Biszkek oraz nazwę na Dordoj Biszkek.

## Sukcesy

### Trofea międzynarodowe
| \| \| Zdobyte trofea w rozgrywkach międzynarodowych (stan na: 31-12-2016) \| |                                                                     |      |                        |
| Rozgrywki                                                                    | Osiągnięcie                                                         | Razy | Sezon(y)               |
| · Liga Mistrzów AFC                                                          | zdobywca                                                            | 0    |                        |
| · Liga Mistrzów AFC                                                          | finalista                                                           | 0    |                        |
| Puchar AFC                                                                   | zdobywca                                                            | 0    |                        |
| Puchar AFC                                                                   | finalista                                                           | 0    |                        |
| Puchar AFC                                                                   | runda 2 kw.                                                         | 1    | 2017                   |
| Azjatycki Puchar Zdobywców                                                   | zdobywca                                                            | 0    |                        |
| Azjatycki Puchar Zdobywców                                                   | finalista                                                           | 0    |                        |
| Puchar Prezydenta AFC                                                        | zdobywca                                                            | 2    | 2006, 2007             |
| Puchar Prezydenta AFC                                                        | finalista                                                           | 4    | 2005, 2008, 2009, 2010 |
| FIFA                                                                         | Zdobyte trofea w rozgrywkach międzynarodowych (stan na: 31-12-2016) |      |                        |

### Trofea krajowe
| \| \| Zdobyte trofea w rozgrywkach Kirgistanu (stan na: 15-07-202020) \| |                                                                 |      |                                                                        |
| Rozgrywki                                                                | Osiągnięcie                                                     | Razy | Sezon(y)                                                               |
| Mistrzostwo                                                              | I miejsce                                                       | 12   | 2004, 2005, 2006, 2007, 2008, 2009, 2011, 2012, 2014, 2018, 2019, 2020 |
| Mistrzostwo                                                              | II miejsce                                                      | 4    | 2010, 2013, 2015, 2016                                                 |
| Mistrzostwo                                                              | III miejsce                                                     | 4    | 2001, 2002, 2003, 2017                                                 |
| Puchar                                                                   | zdobywca                                                        | 10   | 2004, 2005, 2006, 2008, 2010, 2012, 2014, 2016, 2017, 2018             |
| Puchar                                                                   | finalista                                                       | 1    | 2013                                                                   |
| Superpuchar                                                              | zdobywca                                                        | 3    | 2012, 2013, 2014                                                       |
| Superpuchar                                                              | finalista                                                       | 1    | 2011                                                                   |
| II liga                                                                  | I miejsce                                                       | 0    |                                                                        |
| II liga                                                                  | II miejsce                                                      | 0    |                                                                        |
| II liga                                                                  | III miejsce                                                     | 3    | 1998                                                                   |
| Kirgistan                                                                | Zdobyte trofea w rozgrywkach Kirgistanu (stan na: 15-07-202020) |      |                                                                        |

### Inne trofea
- Puchar WNP:
  - 3.miejsce w grupie: 2009

## Stadion
Klub rozgrywa swoje mecze domowe na stadionie Dordoj w Biszkeku, który może pomieścić 3000 widzów, w tym 850 miejsc zadaszonych. Wcześniej domową areną był stadion Centralny w Narynie, który mógł pomieścić 1000 widzów, oraz im.Dołena Omurzakowa w Biszkeku, który mógł pomieścić 23000 widzów (były Centralny stadion republikański Spartak).

## Trenerzy
...
- 200?–2003:  Michaił Tiagusow
- 2003–2004:  Boris Podkorytow
- 2005–06.2006:  Michaił Tiagusow
- 06.2006–2007:  Boris Podkorytow
- 2008–18.10.2013:  Siergiej Dworiankow
- 18.10.2013–12.2013:  Anarbek Ormombekow
- 2014–27.10.2015:  Zaviša Milosavljević
- 11.2015–6.06.2016:  Anarbek Ormombekow
- 6.06.2016–...:  Rusłan Sydykow